# 26744 Marthahaynes
26744 Marthahaynes è un asteroide della fascia principale. Scoperto nel 2001, presenta un'orbita caratterizzata da un semiasse maggiore pari a 2,3064287 au e da un'eccentricità di 0,1575174, inclinata di 4,96005° rispetto all'eclittica.
L'asteroide è dedicato all'astronoma statunitense Martha Patricia Haynes.